# Ripiceni
Ripiceni est une commune roumaine située dans le județ de Botoșani.